# Дубляни (гміна)
Гміна Дубляни — колишня (1934—1939 рр.) сільська ґміна Самбірського повіту Львівського воєводства Польської республіки (1918—1939) рр. Центром ґміни було село Дубляни.

1 серпня 1934 р. було створено ґміну Дубляни у Самбірському повіті. До неї увійшли сільські громади: Дубляни, Кранцберґ, Новошице, Озіміна, Пруси.
  
У 1934 р. територія ґміни становила 42,1 км². Населення ґміни станом на 1931 рік становило 5 249 осіб. Налічувалось 1 068 житлових будинків. 

На початку Другої світової війни в першій середині вересня 1939 р. територія ґміни була зайнята німецькими військами, але відповідно до Пакту Молотова — Ріббентропа 26 вересня територія ґміни була передана СРСР. Гміна ліквідована в 1940 р. у зв’язку з утворенням Дублянського району.